# 神金♥玉簾
『神金♥玉簾』（かみきんたますだれ）は、2004年4月から2006年3月31日まで静岡エフエム放送（K-MIX）で毎週金曜日25:00 - 27:00に放送されていた生放送のラジオ番組である。

## 概要
それまでK-MIXは、金曜深夜はTOKYO FMやJFNC制作の番組をネットすることが多かった。
2005年12月時点の深夜1時以降のJFNC制作番組は、「松本人志の放送室」（金曜27:00 - ）をネットするに留まっており、本番組は県内で当時唯一のローカル深夜ワイド番組であった。
番組名の「金」と「玉」の間にハート（♥）が入るのは、「金玉」が目立つのを防ぐためである。
オープニングテーマはルイ・アームストロングの「ブルーベリー・ヒル」、エンディングテーマはザ・ストーン・ローゼズの「w:Bye Bye Badman」。

## パーソナリティ
神谷幸恵
最終回は、名古屋在住のミュージシャン・SEAMOが神谷とともにパーソナリティを務めた。